# Cobubatha hirasa
Cobubatha hirasa là một loài bướm đêm trong họ Noctuidae.